# Фешково (Псковская область)
Фешково — деревня в Бежаницком районе Псковской области России.

## География
Расположено примерно в 2-х километрах от автодороги Бежаницы — Порхов, в 7 км от районного центра — посёлка Бежаницы.

## История
История поселения с XIX века, принадлежала владениям местных господ.
Во время Второй Мировой войны деревня неоднократно оказывалась на линии фронта и передавалась попеременно из рук в руки Красной Армии и сил Вермахта, но тяжелых, кровопролитных боев вблизи деревни зафиксировано не было. В один из периодов войны в населенном пункте располагалась одна из красноармейских частей. До нынешних дней в Фешково сохранились остатки окопов для боевых машин реактивной артиллерии Катюша. Большая часть деревни была сожжена в годы фашистской оккупации, восстановлена уже после окончания войны.

### Административно-территориальная принадлежность
С 1927 года была в составе Великолукского округа Ленинградской области. Позднее Фешково включалось в составы Калининской, Великолукской областей, и лишь со 2 октября 1957 года — в составе Бежаницкого района Псковской области.

## Население
| 2000 | 2001 | 2002 | 2010 |
| ---- | ---- | ---- | ---- |
| 20   | →20  | ↘16  | ↘11  |

## Инфраструктура
Личное подсобное хозяйство с зоной сельскохозяйственного использования, индивидуальная застройка усадебного типа.
При Советской власти в деревне действовал одноимённый колхоз, были скотные дворы, конюшня.

## Транспорт
В начале 1990-х годов в деревню был проложен участок грунтовой автодороги длиной в 2 км.

### Аэродром
Недалеко от деревни, рядом с шоссе, долгое время существовал гражданский аэродром, из которого совершались регулярные авиарейсы в Псков и Великие Луки. Аэродром, в основном, принимал пассажирские и грузовые модификации самолётов типа Ан-2, служил площадкой авиации, задействованной на авиахимработах. В 2000-е годы здание аэропорта было продано в частные руки, на 2011 год хорошо сохранилась взлётно-посадочная полоса с асфальтовым покрытием, гейты для стоянки самолётов и рулёжные дорожки. Длина ВПП 500 м. В настоящий момент сооружения аэропорта по назначению не используются, на территории гейтов организован автодром, проводятся занятия автошкол по подготовке водителей.